# 114 a.C.

## Eventos
- Mânio Acílio Balbo e Caio Pórcio Catão, cônsules romanos.[1][2]